# Mściwoj (książę obodrzycki)
Mściwoj – książę Obodrytów, panujący w drugiej połowie X wieku, prawdopodobnie syn Nakona.
W wyniku podziału władzy po śmierci ojca przypadło mu panowanie nad plemieniem Obodrytów; Żelibór, być może jego brat, otrzymał władzę nad Wagrami. Według Widukinda obaj władcy darzyli się wzajemną nienawiścią. Po dwóch przegranych wojnach z Sasami Mściwoj zawarł z nimi porozumienie. Poparcie Sasów zapewniło mu korzystne rozstrzygnięcie przez margrabiego Hermanna sporu z Żeliborem. Upokorzony Żelibór podniósł bunt i wezwał na pomoc Wichmana, ostatecznie został jednak pokonany i złożony z tronu.
Był chrześcijaninem, Thietmar z Merseburga przywołał jego osobistego kapelana imieniem Awikon jako jednego ze swoich informatorów. Za panowania Mściwoja w 968 roku erygowane zostało obodryckie biskupstwo z siedzibą w Stargardzie Wagryjskim. Według częściowo kwestionowanej relacji, zamieszczonej w Kronice Słowian Helmolda, Mściwoj uczestniczył w wyprawie wojennej cesarza Ottona II do Italii, w trakcie której stracił większość swoich wojsk. Miał się ubiegać o rękę bratanicy księcia saskiego Bernarda (prawdopodobnie pomylony przez Helmolda ze swoim ojcem Hermannem), a odrzucone zaloty miały być bezpośrednią przyczyną zawarcia przez niego antyniemieckiego sojuszu z Wieletami.
W 983 roku miał miejsce wspólny atak obodrycko-wielecki na terytoria niemieckie. Obodryci pod wodzą Mściwoja zdobyli i spalili Hamburg, zaś Wieleci Hobolin i Brandenburg. Ostatecznie wojska słowiańskie zostały powstrzymane w bitwie nad rzeką Tangerą. Rok później Mściwoj wraz z władcami Czech i Polski Bolesławem II i Mieszkiem I uczestniczył w zjeździe wielmożów niemieckich popierających starania o tron Henryka II Kłótnika, który odbył się w Kwedlinburgu. Data końca rządów Mściwoja nie jest znana. Thietmar informuje o chorobie umysłowej władcy, która miała spaść na niego jako kara boża za spalenie klasztoru podczas kampanii 983 roku.
Córką Mściwoja była Tofa, żona króla duńskiego Haralda Sinozębego. Prawdopodobnie jego synem był też Mścisław (książę obodrzycki).